# مدرسة ثانوية بهلوي بروجرد
مدرسة ثانوية بهلوي بروجرد هي مدرسة تاريخية تعود إلى دولة بهلوية، وتقع في بروجرد.

## معرض صور

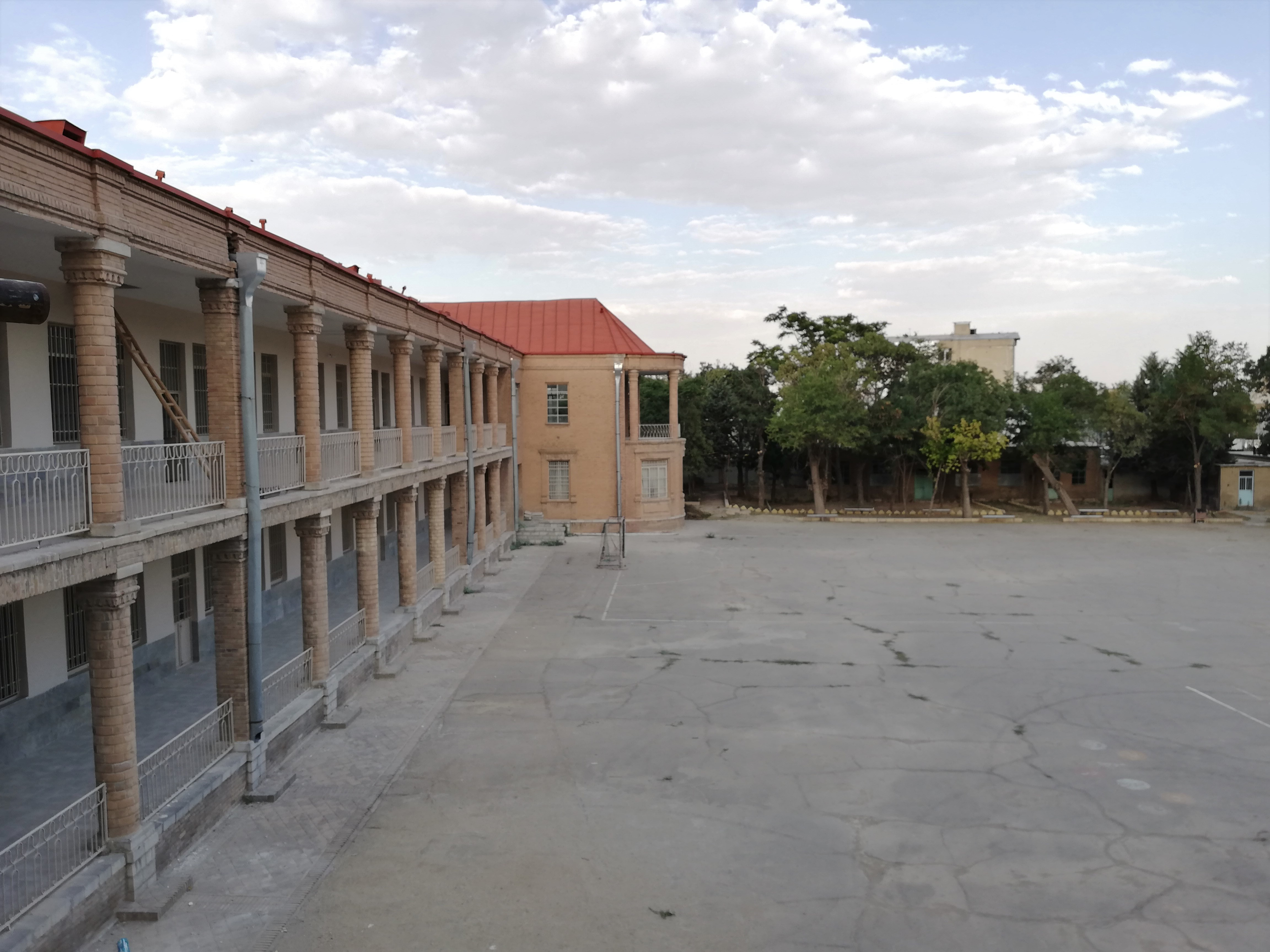
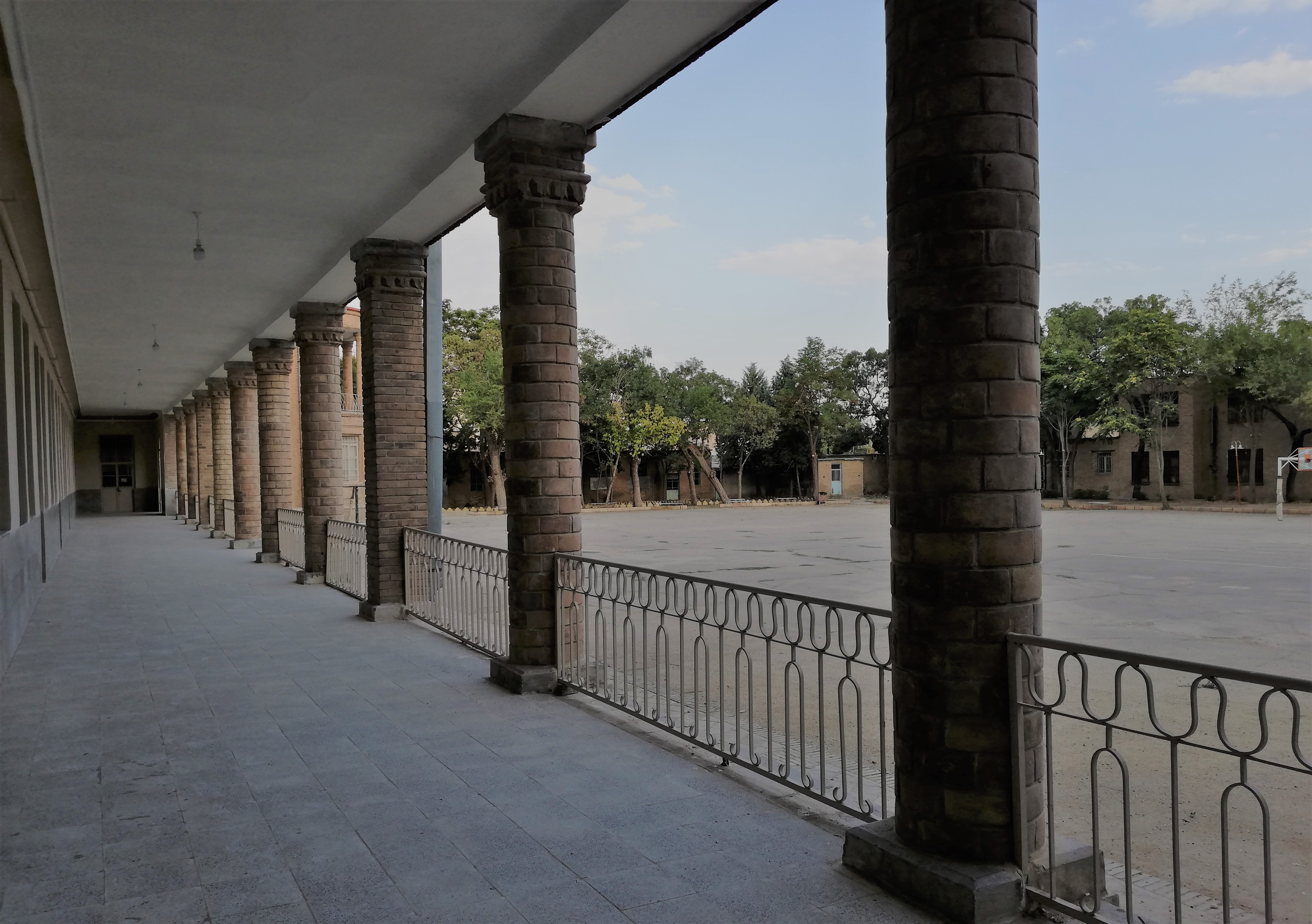
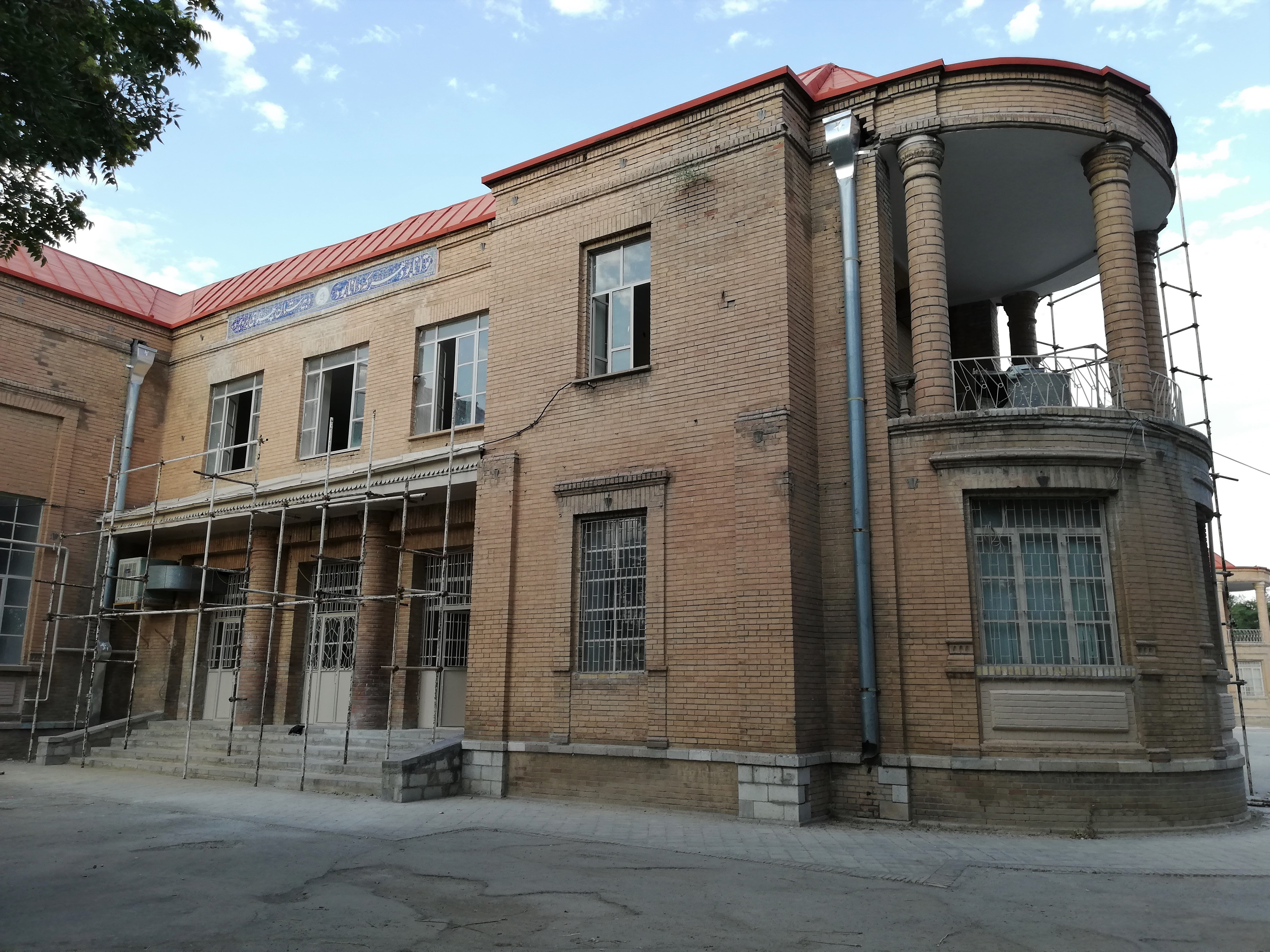
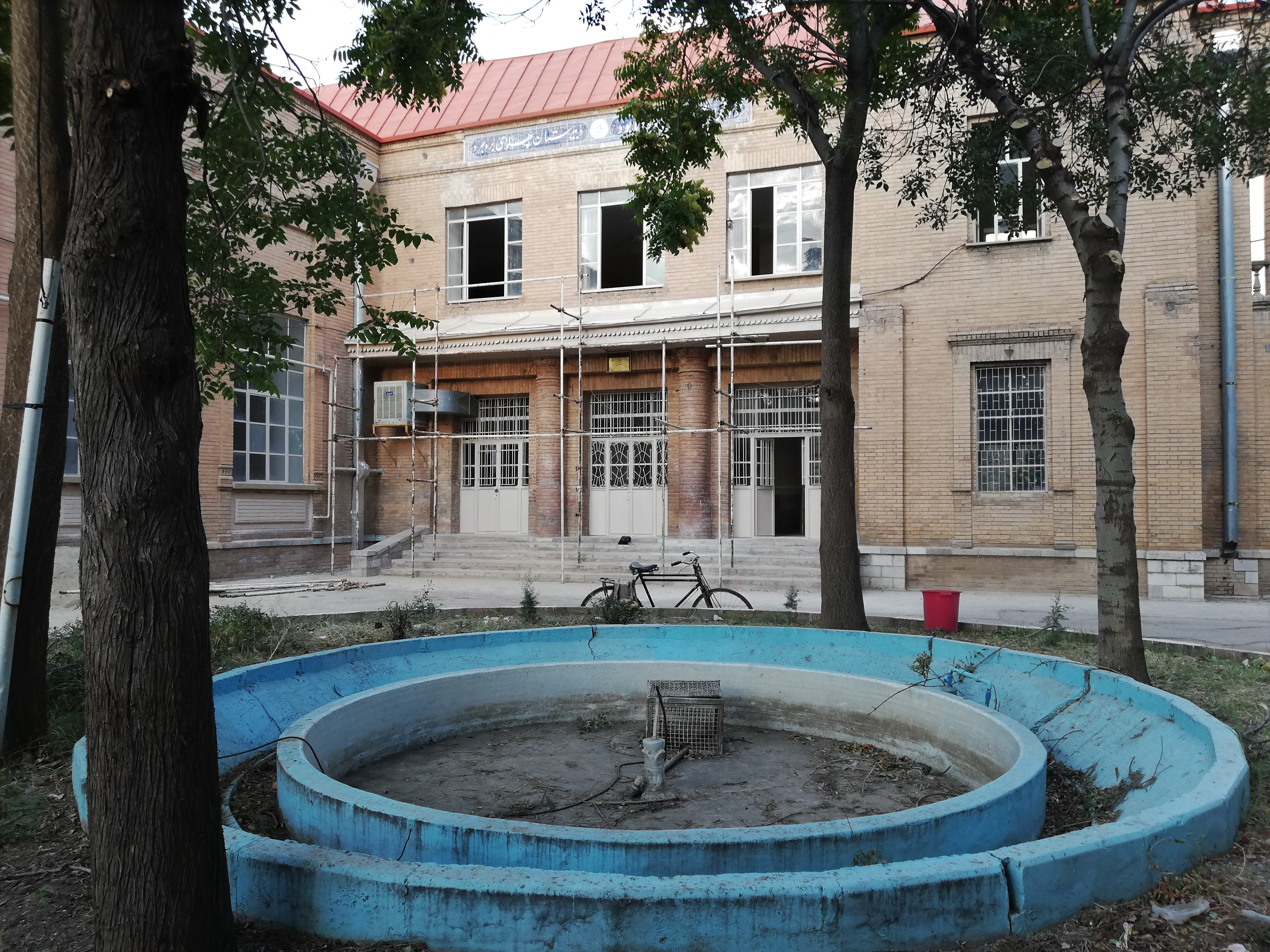